# Əşlə
Əşlə è un comune dell'Azerbaigian situato nel distretto di Lənkəran.